# Йоранссон, Хансер Лина
Хансер Лина Йоранссон (швед. Hanser Lina Göransson, также Hanser Karolina, урождённая Andersdotter; 1908—1992) — шведская оперная певица (сопрано), также концертная певица.

## Биография
Родилась 13 апреля 1908 года в Орсе в семье фермера Хансера Андерса Олссона и его жены Хансер Керстин, урождённой Персдоттер. В семье росли ещё две сестры — Керстин и Маргит, которые были старше Лины и пели в церковном хоре Орсе. Однажды она попросилась на их репетицию, где на Лину обратил внимание руководитель хора, посчитавшей её ещё молодой и направил для обучения к своей жене — Берте Марии Хамбреус, которая была преподавательницей вокала. Она проучилась у неё в Орсе в 1922—1925 годах. После этого она училась по 1928 года у Бернта Беннердта (Bernt Bennerdt) в Уппсале и затем в 1936—1941 годах у Клэри Моралес в Стокгольме.
За это время церковный хор в Орсе присоединился к хоровому объединению Siljansbygden, основанному Хуго Альвеном, который был его постоянным дирижёром с 1904 года. Во время поездки в Даларну он услышал и познакомился с Линой Йоранссон, которая некоторое время работала в его хоре Siljanskören. «Нет никого, кто исполнял бы мои песни лучше, чем Хансер Лина», — говорил Хьюго Альвен.
Хансер Лина Йоранссон дебютировала в Королевской опере в Стокгольме в 1939 году в партии Сантуццы в опере «Сельская честь». Затем в числе её ролей была Татьяна в «Евгении Онегине» в 1940 году и Элизабет (Елизавета) в «Тангейзере» в 1941 году. Ей не понравилась атмосфера в опере, и она отказалась от продолжения карьеры в ней.
Ещё в 1928 году она вышла замуж за Эрика Йоранссона, который был кантором и учителем музыки начальной школы в Орсе, которая благодаря его энтузиазму стала муниципальной музыкальной школой Орсе в 1948 году. К тому времени вся семья Йоранссон, где росло двое их мальчиков, переехала в Стокгольм. Здесь они открыли частную музыкальную школу Årsta в одноимённом районе стокгольмского муниципалитета. Хансер Лина Йоранссон продолжила свою певческую деятельность, давая сольные концерты, где её муж выступал в качестве пианиста, а также выступала соло на концертах с оркестровыми ассоциациями в Стокгольме, Гётеборге и Хельсинки. Она гастролировала без мужа по в США в 1950—1951, 1953 и 1956 годах. Выполнила несколько записей лейбле Caprice Records.
После выхода её мужа на пенсию, семья вернулась в 1974 году в Орсе. Её муж умер там в 1987 году после того, как оба они были удостоены муниципальной премии в области культуры Орсе. В 1989 году Хансер Лина Йоранссон была удостоена премии Hugo Alfvénpriset.
Умерла 27 июня 1992 года в Орсе и была похоронена на Старом кладбище Орсе рядом с мужем.